# Powiat Iwami
Powiat Iwami (jap. 岩美郡 Iwami-gun) – powiat w Japonii, w prefekturze Tottori. W 2021 roku liczył 10 811 mieszkańców.

## Miejscowości
- Iwami

## Historia[2][3]

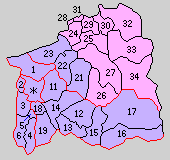
Powiat Iwami (1–6, 11–19, 21–34; 1896 r.)

- Powiat został założony 1 kwietnia 1896 roku w wyniku połączenia powiatów Ōmi (6 wiosek), Hōmi (9 wiosek) i Iwai (14 wiosek)[4].
- 1 kwietnia 1907 – w wyniku połączenia wiosek Kokufu, Hōmi i Misasagi powstała wioska Ubeno. (27 wiosek)
- 1 września 1917: (25 wiosek)
  - w wyniku połączenia wiosek Shihomi i Motoshiomi powstała wioska Shiomi.
  - w wyniku połączenia wiosek Takano i Shingū powstała wioska Oda.
- 1 kwietnia 1918: (23 wioski)
  - w wyniku połączenia wiosek Togi i Uwafuna powstała wioska Seiki.
  - w wyniku połączenia wiosek Ōro i Mitoko powstała wioska Yonesato.
- 10 maja 1923 – wioska Fusō została włączona w teren miasta Tottori. (22 wioski)
- 15 kwietnia 1925 – wioska Uradome powiększyła się o teren wioski Makidani. (21 wiosek)
- 10 czerwca 1927: (2 miejscowości, 19 wiosek)
  - wioska Iwai zdobyła status miejscowości.
  - wioska Uradome zdobyła status miejscowości.
- 1 kwietnia 1928 – w wyniku połączenia wiosek Shiomi i Hattori powstała wioska Fukube. (2 miejscowości, 18 wiosek)
- 1 kwietnia 1932 – wioska Inaba została włączona w teren miasta Tottori. (2 miejscowości, 17 wiosek)
- 1 kwietnia 1933 – wioska Nakanogō została włączona w teren miasta Tottori. (2 miejscowości, 16 wiosek)
- 1 października 1933 – wioska Miho została włączona w teren miasta Tottori. (2 miejscowości, 15 wiosek)
- 1 listopada 1952 – w wyniku połączenia wiosek Seiki i Ōkaya powstała wioska Taisei. (2 miejscowości, 14 wiosek)
- 1 lipca 1953 – wioski Kurada i Omokage zostały włączone w teren miasta Tottori. (2 miejscowości, 12 wiosek)
- 1 lipca 1954 – w wyniku połączenia miejscowości Uradome i Iwai oraz wiosek Tajiri, Higashi, Gamō, Oda, Honjō, Ōiwa i Ajiro powstała miejscowość Iwami. (1 miejscowość, 5 wiosek)
- 20 lipca 1955 – wioska Yonesato została włączona w teren miasta Tottori. (1 miejscowość, 4 wioski)
- 1 stycznia 1957 – w wyniku połączenia wiosek Ubeno i Taisei powstała miejscowość Kokufu. (2 miejscowości, 2 wioski)
- 22 kwietnia 1963 – wioska Tsunoi została włączona w teren miasta Tottori. (2 miejscowości, 1 wioska)
- 1 listopada 2004 – miejscowość Kokufu i wioska Fukube zostały włączone w teren miasta Tottori. (1 miejscowość)